# Amghras
Amghras  (in arabo امغراس‎?) è un centro abitato e comune rurale del Marocco situato nella provincia di Al Haouz, regione di Marrakech-Safi. Conta una popolazione di 6 160 abitanti (censimento 2014).